# Comacchio
Comacchio (Cmâc'  [kˈmaːtʃ] in dialetto comacchiese) è un comune italiano di 21 887 abitanti della provincia di Ferrara in Emilia-Romagna.

## Territorio e clima
(Ludovico Ariosto, Orlando furioso, III, 41)
Nata come città lagunare, l'insularità di Comacchio ha avuto fine nel 1821, quando venne costruito il terrapieno stradale che la collega ad Ostellato.
Nel territorio comunale sfociano nel mare adriatico due corsi d'acqua: il Migliarino a Porto Garibaldi e il  Po di Volano a Lido di Volano, entrambi facenti parte dell'ex ramo deltizio del fiume Po.
- Classificazione climatica: zona E, 2400 GR/G.

Insieme a Goro e Codigoro rappresenta uno dei tre soli comuni costieri della regione storica d'Emilia.

## Origine del nome
L'etimologia del nome è incerta (greco-latino cumaculum ovvero "piccola onda"; "raggruppamento di dossi" in etrusco). 

## Storia

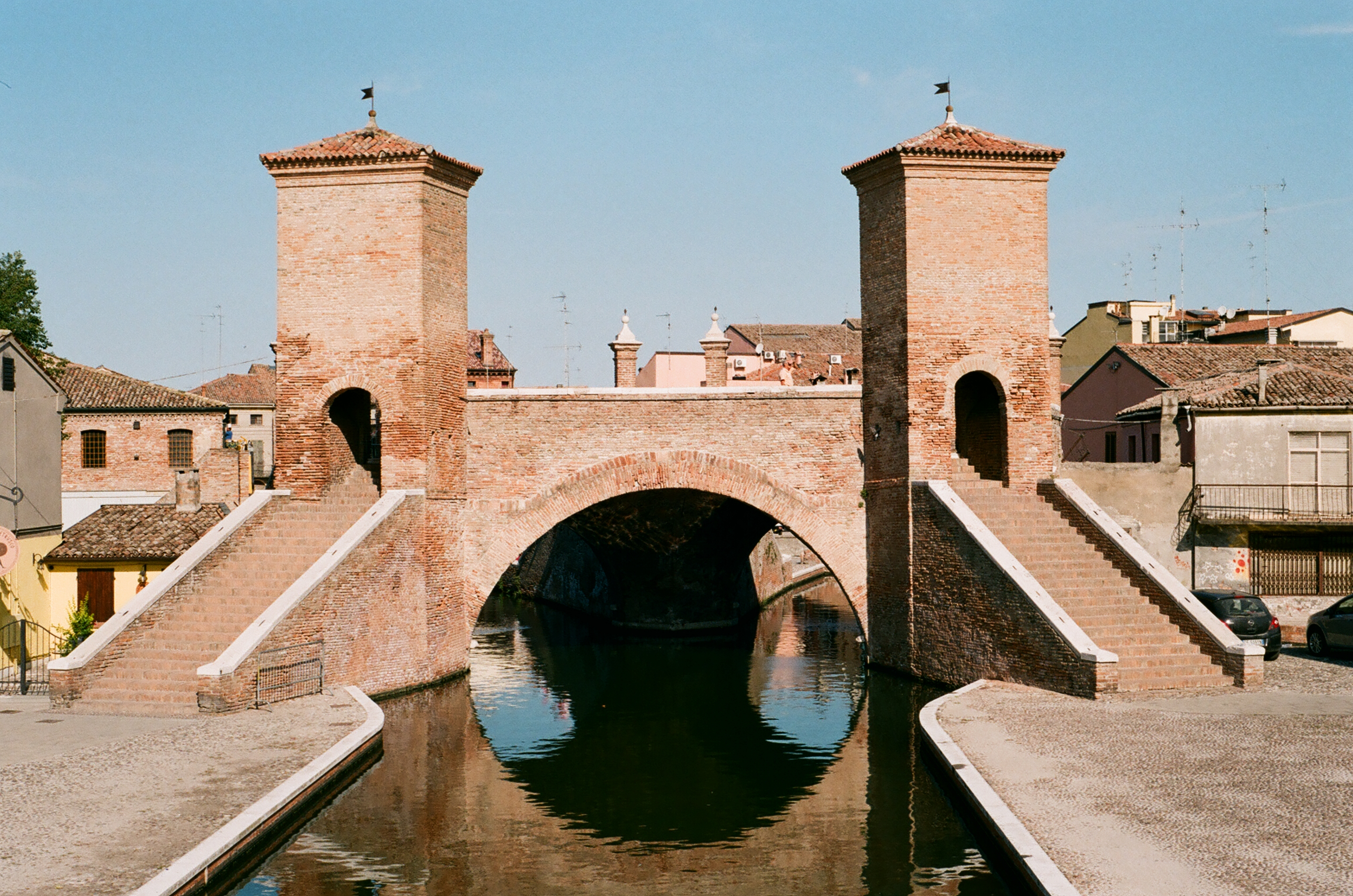
Trepponti

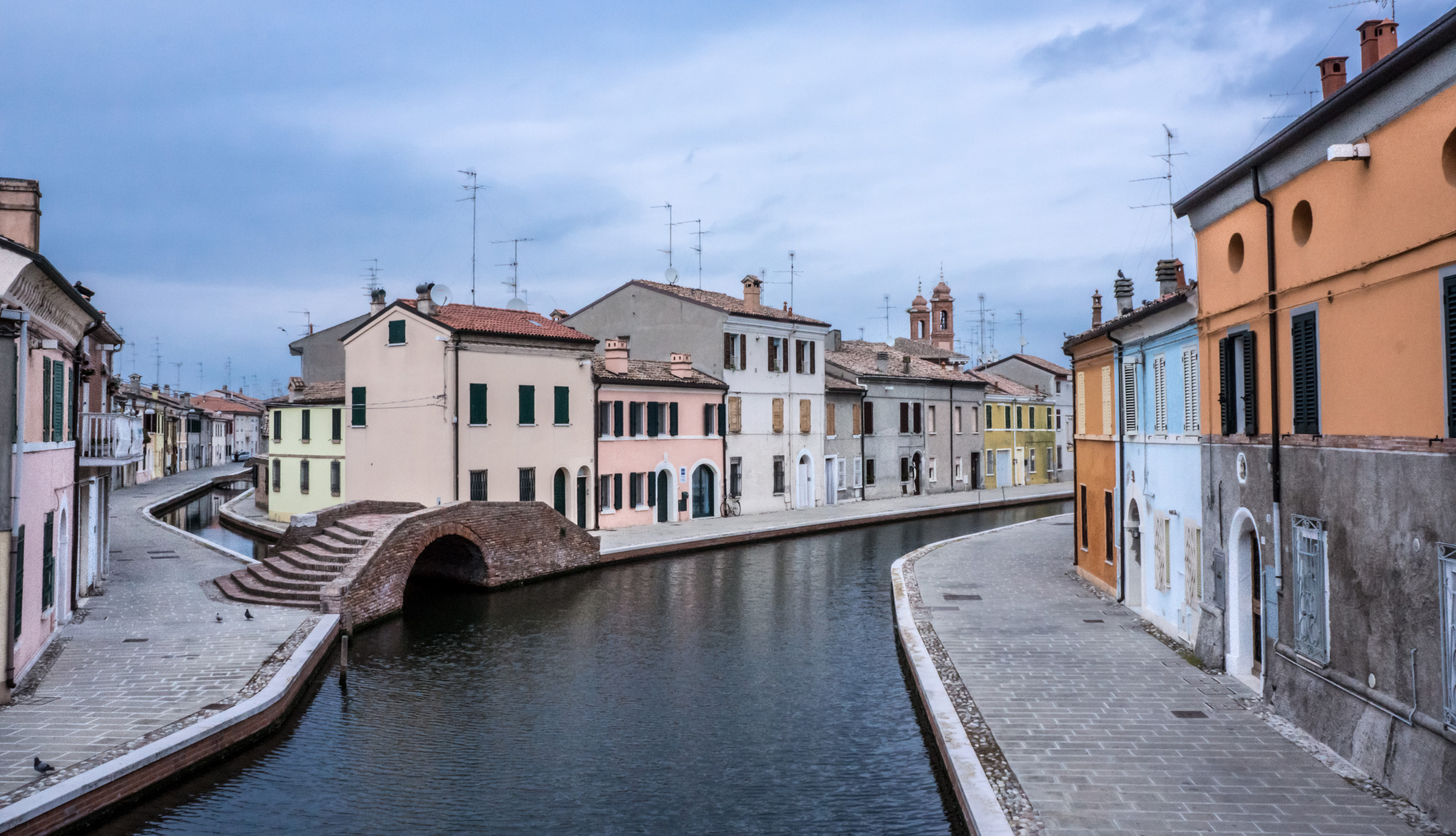
Scorcio del centro storico

### Antichità
Nell'Età del Ferro la linea di costa si trovava a circa 5 km ad ovest del luogo dove sorse il centro abitato. Il litorale non era molto distante dal sito della città etrusca di Spina. In età romana imperiale l'avanzamento della linea di costa verso est produsse un'ampia laguna. Inizialmente disabitata, fu colonizzata dagli abitanti dei dintorni come luogo di rifugio dalle pericolose incursioni dei popoli barbari. Furono colonizzate per prime tredici piccole isole (cordoni dunosi litoranei) formatesi dall'intersecarsi della foce dell'antico corso del Po col mare.
Il centro abitato vero e proprio ebbe quasi certamente origine da un castrum posto lungo l'antico corso del Po sorto tra il VII e l'VIII secolo. Il cristianesimo vi si diffuse provenendo dalla vicina Ravenna. A testimonianza del periodo tardo-romano (V-VI secolo) restano i monasteri di Santa Maria in Padovetere (nella Valle Pega) e Santa Maria in Aula Regia. Successivamente fu fondata la diocesi. Il primo vescovo conosciuto di Comacchio fu Vincenzo, attestato all'inizio dell'VIII secolo.

In seguito all'invasione longobarda, iniziata nel 568, tutti i territori circostanti il Delta del Po vennero perduti dall'Impero romano. Ma non Comacchio, che fu saldamente difesa dai Bizantini. Unico centro commerciale dell'area deltizia, Comacchio continuò a ricevere i rifornimenti di olio e spezie dalle navi provenienti da Costantinopoli. In questo periodo il centro abitato si sviluppò, sia sul piano dell'urbanistica sia su quello dell'economia, come città lagunare. 
Tra il VII e l'VIII secolo il territorio di Comacchio venne donato ai monaci di san Colombano, che vi allestirono il porto fluviale. Inoltre migliorarono lo sfruttamento delle saline, il cui prezioso prodotto era venduto in tutto il nord d'Italia. Nel 715 la città concluse un trattato commerciale con i Longobardi. Nel capitolare vennero descritte le norme e le tasse a carico dei comacchiesi per poter esercitare il commercio del sale nelle regioni della Pianura padana sottomesse al potere longobardo. Re Liutprando († 744) la sottrasse per la prima volta ai Bizantini facendone un possedimento diretto. Nel 755 nel 756 il re franco Pipino il Breve sconfisse i Longobardi, imponendo loro la devoluzione alla Santa Sede (Promissio Carisiaca) di diverse città, tra cui Comacchio (Seconda pace di Pavia, giugno 756).
Nei secoli dal VII al IX Comacchio dispose di una delle più potenti flotte dell'Adriatico. Le navi di Comacchio ottennero il monopolio dei commerci padani. Si trattava di imbarcazioni lunghe mediamente 15 metri e larghe 2,70 metri, a fondo piatto e con un pescaggio di circa 80 cm. Nell'810 Carlomanno prese in prestito le navi comacchiesi per portare il suo attacco a Venezia.
Venezia non accettò la presenza di un'avversaria nella sua stessa area geografica. Nell'anno 866 i veneziani occuparono Comacchio e la saccheggiarono per la prima volta. Nell'875 Venezia stessa fu minacciata dalle incursioni dei saraceni i quali, non riuscendo a prenderla, si scagliarono contro Comacchio, incendiandola.

### Dal Mille ad oggi
Comacchio fu assediata e conquistata dalla Serenissima per ben cinque volte nel corso dell'Alto Medioevo finché entrò nei territori controllati dagli Este a partire dal 1299. 
Con la devoluzione di Ferrara allo Stato Pontificio e la fine del ducato estense, nel 1598, l'intera provincia, Comacchio compresa, rientrò tra i possedimenti della Santa Sede. Papa Clemente VIII unì la città valliva al territorio nella neonata Legazione di Ferrara.
Fece parte dello Stato Pontificio fino al marzo 1860, quando i territori dell'ex Legazione delle Romagne furono annessi al Regno di Sardegna per effetto dei plebisciti.
Tramite decreto a firma del Presidente della Repubblica, il 30 novembre 2024 Comacchio ottiene il titolo di Città.

Stemma storico della città, in campo d'oro. Risalente ad almeno il 1901, il campo d'oro è rimasto in uso solo sullo stemma della provincia.

### Onorificenze
Comacchio è tra le città decorate al valor militare per la guerra di liberazione, insignita della medaglia di bronzo al valor militare per i sacrifici delle sue popolazioni e per l'attività nella lotta partigiana durante la seconda guerra mondiale
Fra i cittadini di Comacchio, la massima onorificenza al valor militare è stata concessa al partigiano Edgardo Fogli.

## Monumenti e luoghi d'interesse

### Architetture religiose

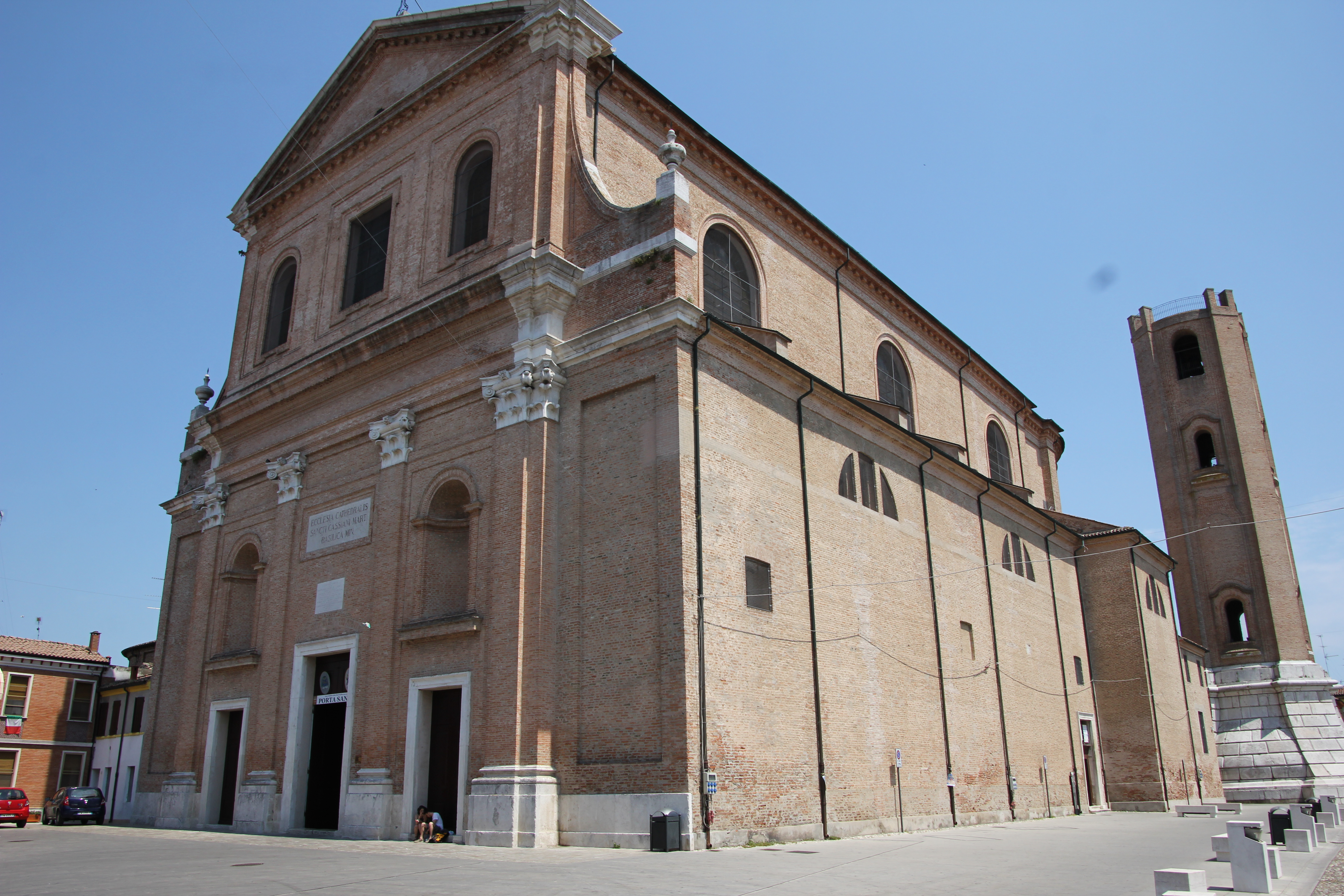
Il Duomo (Basilica di san Cassiano).

- Duomo di Comacchio, intitolato a San Cassiano, risalente all'VIII secolo d.C., comprendeva, in origine, tre navate, mentre oggi ha un'unica navata con dodici cappelle laterali. Al suo fianco si erge la torre campanaria.
- Monastero di Santa Maria in Padovetere (nella Valle Pega)
- Santuario di Santa Maria in Aula Regia (X secolo)
- Chiesa della Madonna del Rosario
- Chiesa di San Giuseppe in Bosco Eliceo
- Chiesa dell'Immacolata Concezione della Beata Maria Vergine a Porto Garibaldi
- Chiesa dei Caduti o del Suffragio (1644)

### Architetture civili

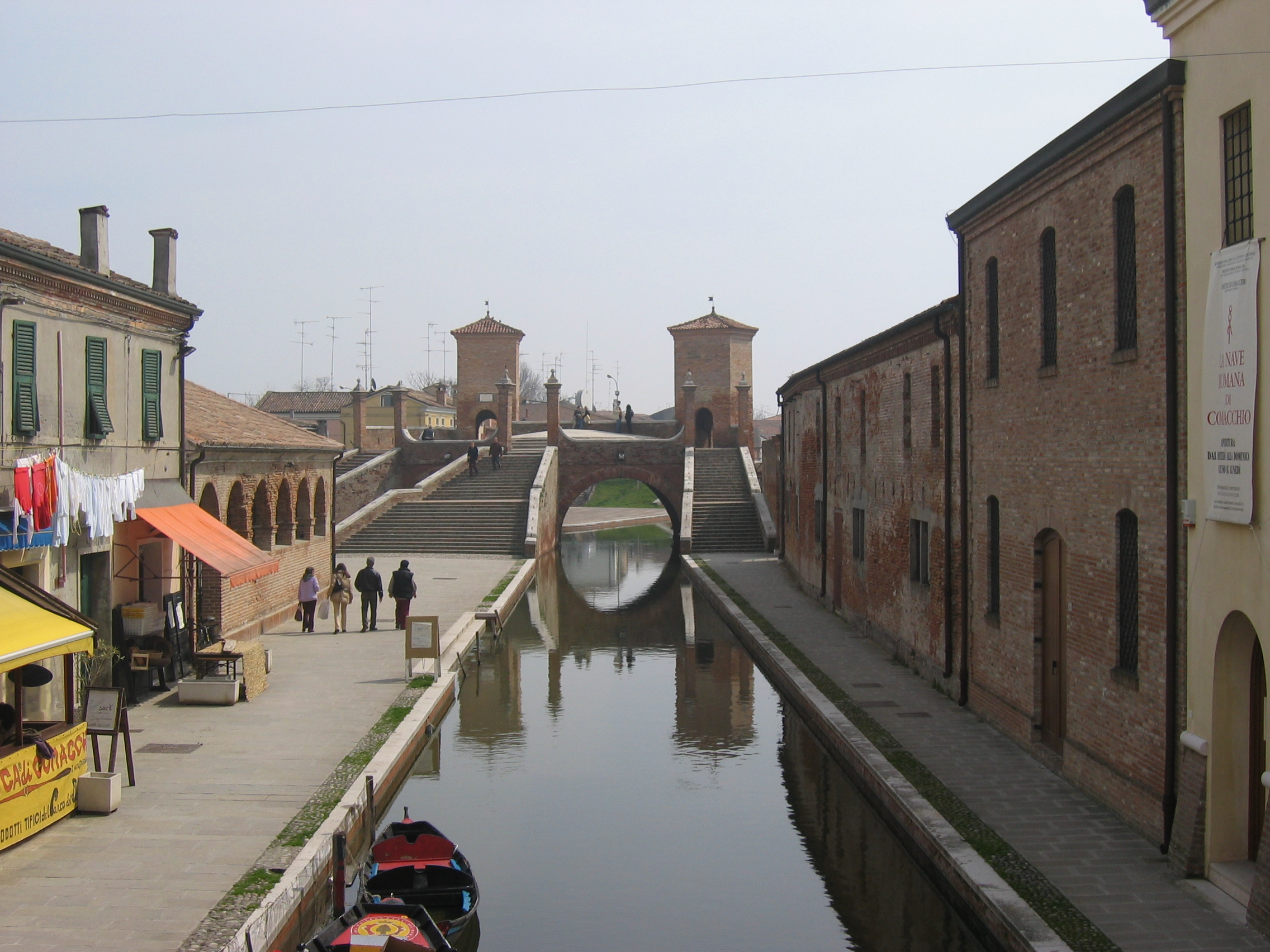
Veduta prospettica del complesso dei Trepponti.
A sinistra il mercato del pesce
a destra la sede della Civica Scuola di Musica

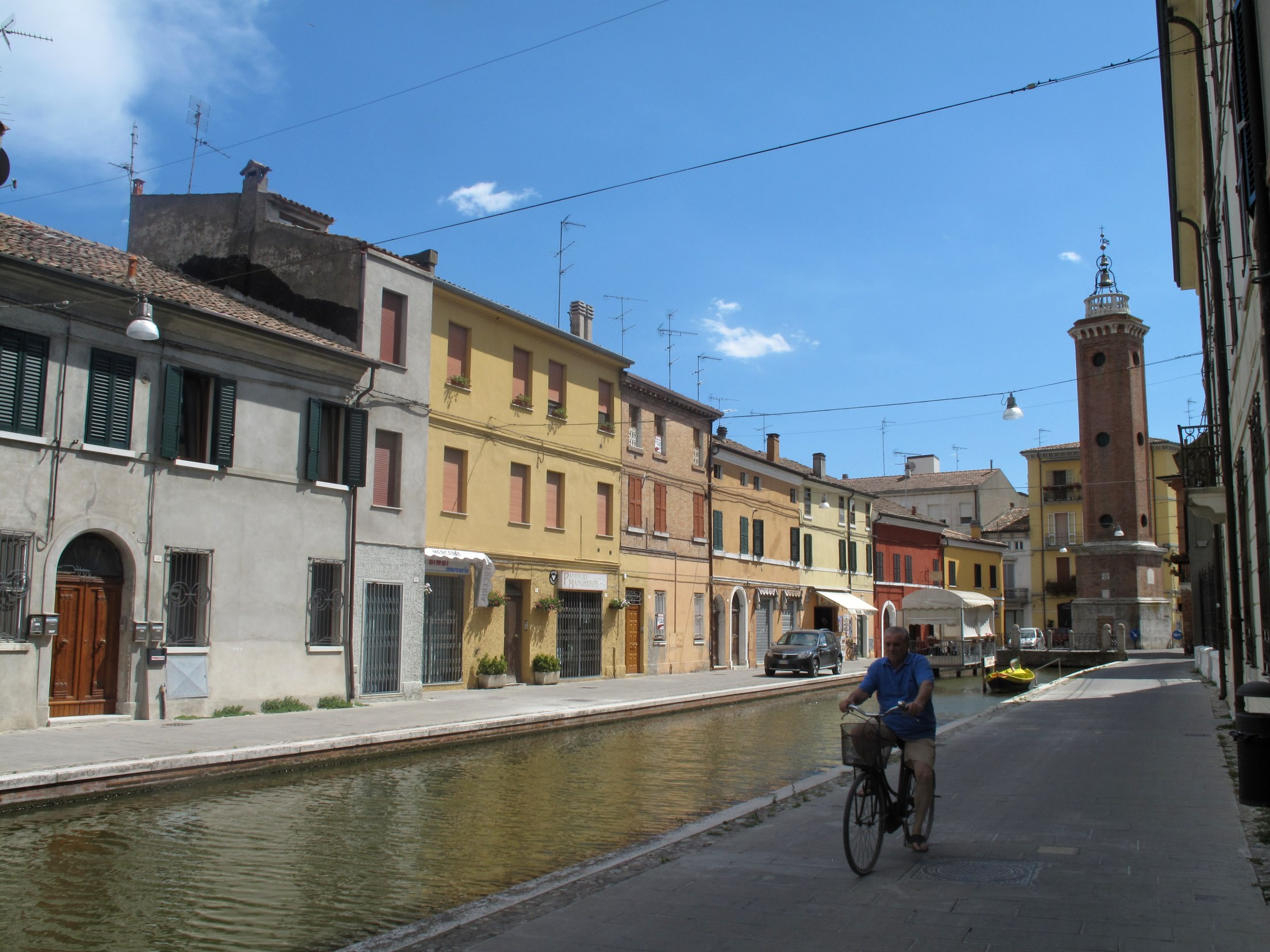
Una strada di Comacchio.

I ponti sono l'elemento qualificante del centro storico di Comacchio, dato che il centro abitato antico sorgeva su piccole isole collegate le une alle altre.
- Complesso architettonico dei Trepponti. Creato nel 1634 dall'architetto Luca Danesi, è costituito da cinque ampie scalinate (tre anteriori e due posteriori), culminanti in un piano in pietra d'Istria; è il simbolo di Comacchio;
- Ponte degli Sbirri, XVII secolo;
- Palazzo Bellini, XIX secolo, ospita la Galleria d'Arte Contemporanea, l'Archivio Storico, la biblioteca e gli uffici dell'assessorato alle istituzioni culturali;
- Torre dell'Orologio (risalente al Trecento);
- Loggia dei Mercanti o del Grano;
- Ospedale degli infermi, imponente architettura neoclassica del XVIII secolo, realizzata da Antonio Foschini e Gaetano Genta. Ospita dal 2017 il Museo Delta Antico, che conserva una collezione di 2000 reperti che coprono l'ampio periodo dalla Protostoria al Medioevo. 
Vi è esposto anche il carico di una nave commerciale di epoca imperiale riemersa nel 1981, precedentemente visibile in un museo dedicato.[16] Al 2023, a 42 anni dal ritrovamento, il relitto risulta ancora in fase di "restauro" e "consolidamento" e la sua visione è interdetta al pubblico[17][18];
- Loggiato dei Cappuccini, formato da 142 archi sostenuti da altrettante colonne di marmo e lungo oltre 400 metri.
- Museo Remo Brindisi a Lido di Spina.

### Aree naturali

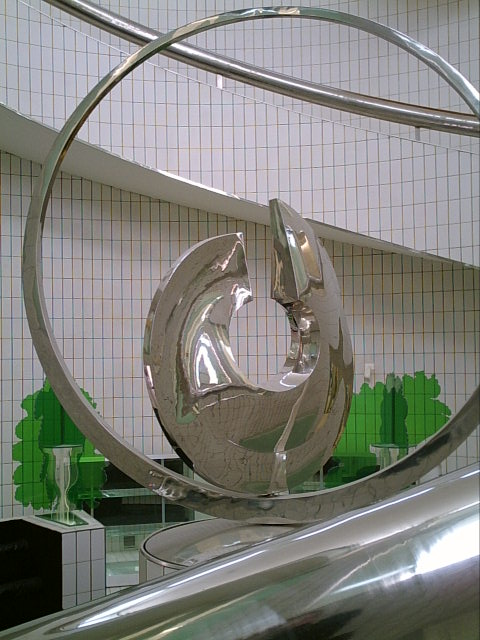
"Museo Alternativo Remo Brindisi", interno.

Il Centro Visite del Parco del Delta del Po organizza escursioni nelle Valli di Comacchio, per mostrare le antiche pratiche di gestione della valle, pesca e marinatura delle anguille e delle acquardelle, e contrasto della pesca di frodo. All'interno della Manifattura dei Marinati sono visibili gli antichi camini, le friggitorie per le acquardelle, i locali e gli attrezzi per il trattamento e lo stoccaggio del pesce.

## Società

### Evoluzione demografica
Negli ultimi settanta anni, a partire dal 1951, la popolazione residente è aumentata del 41%.
Abitanti censiti

### Etnie e minoranze straniere
Al 31 dicembre 2023 i residenti stranieri sono 1.330, pari al 6,13% della popolazione.

### Religione
Comacchio è stata sede vescovile della Chiesa cattolica dall'VIII secolo al 1986, quando è stata unita all'arcidiocesi di Ferrara nell'arcidiocesi di Ferrara-Comacchio. Il duomo di Comacchio, già cattedrale della diocesi, dal 1986 è concattedrale dell'arcidiocesi. Nel comune sono presenti undici parrocchie.
Il principale luogo di devozione mariana è il santuario di Santa Maria in Aula Regia, attestato fin dal X secolo. Celebri sono le riproduzioni della Vergine, eseguite nella prima metà del XX secolo dallo scultore ferrarese Cleonte Chinarelli.

## Cultura

### Museo
- Museo Delta Antico: allestito all'ex Ospedale degli infermi, espone oltre a molti altri reperti, il carico della nave romana Fortuna Maris, precedentemente esposto a Palazzo Bellini nel Museo della Nave Romana. Il relitto della nave era stato ritrovato nel 1981 nei pressi di Comacchio. In esso sono state rinvenute anfore, bicchieri, coppe e balsamari oltre ad attrezzi per la manutenzione della nave e per il commercio e oggetti per la preparazione del cibo a bordo.
- Museo della Manifattura dei Marinati: museo dedicato al ciclo di lavorazione di anguille e acquadelle, centro visite e stabilimento di trasformazione dei prodotti ittici locali.

### Eventi

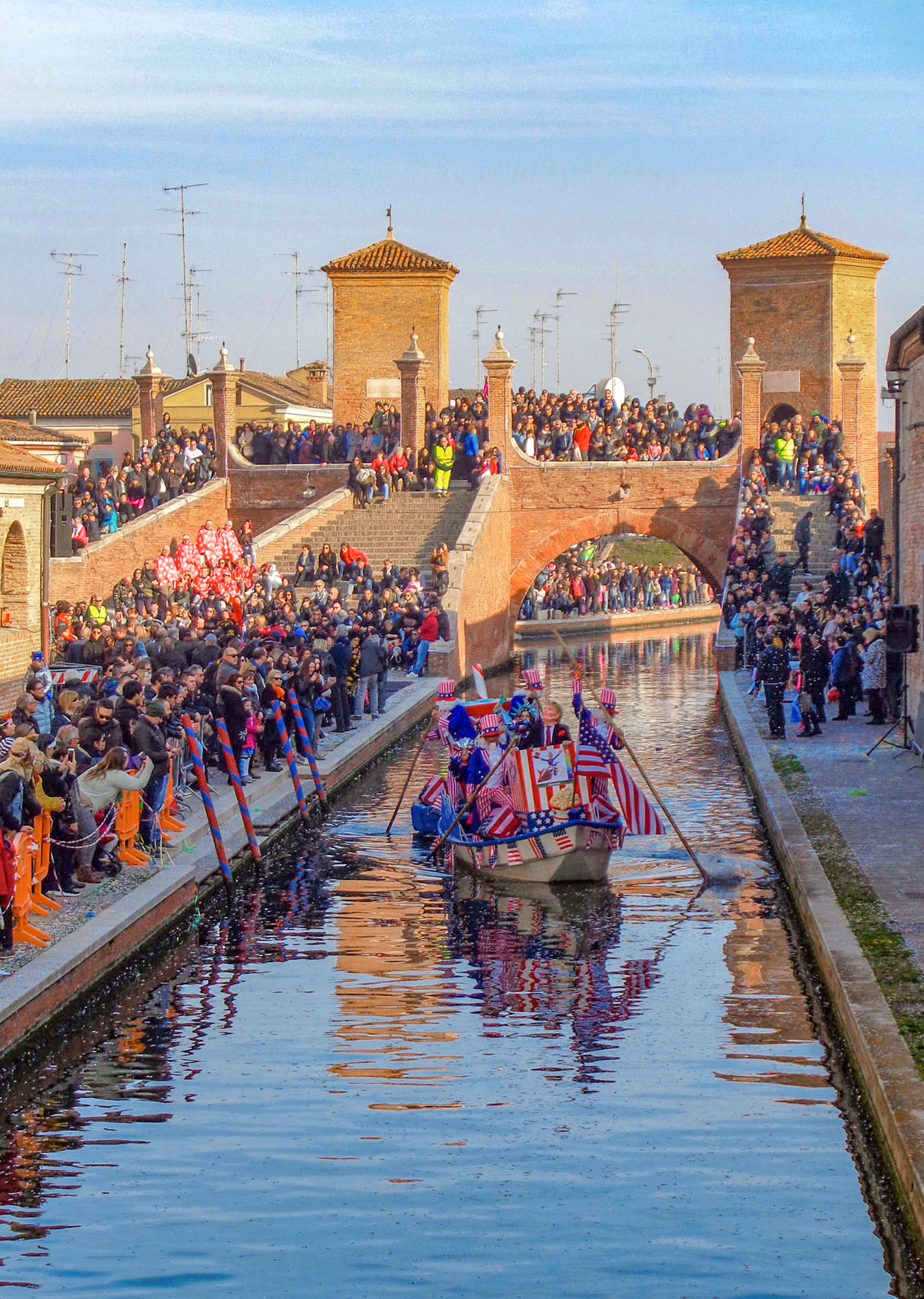
Carnevale sull'acqua (2019).

- Dal 2012 si tiene il «Carnevale sull'acqua», manifestazione carnevalesca dove barche, allestite come carri allegorici da associazioni del territorio, sfilano per i canali del centro storico. Negli anni la manifestazione è cresciuta costantemente, attirando sempre più visitatori.
- La Festa patronale di San Cassiano è uno degli appuntamenti più sentiti e attesi dalla comunità locale[22], che celebra il legame profondo tra il santo e la città. Il 13 agosto, memoria di San Cassiano, si tiene la regata storica con le imbarcazioni tipiche locali, le vulicepi (8 m x 0,50 m), nate per navigare nelle valli di Comacchio.
- Sagra dell'Anguilla, evento che dal 1999 richiama ogni anno a Comacchio numerosi visitatori.
- Dal 2006 si tiene annualmente la Fiera Internazionale del birdwatching. In questa fiera si espongono le varie ricette dell'anguilla che viene pescata nelle Valli di Comacchio.
- «A van la Vacie» ("Arriva la Vecchia", evento durante l'Epifania dove si dà fuoco alla Befana dinanzi ai Trepponti.

### Gastronomia
- L'anguilla marinata tradizionale delle Valli di Comacchio è presidio Slow Food;
- Focaccia alla zucca violina;
- Ciambellini comacchiesi (piccole ciambelle di pane ferrarese);
- Topino d'Ognissanti (un biscottino a forma di topo che viene preparato i primi due giorni di novembre, con lo stesso impasto dei "buratelli dolci").

## Geografia antropica

### Lidi
Comacchio è conosciuta anche per i suoi sette lidi, distribuiti in ampi arenili lungo la costa dalle foci del fiume Reno fino al Po di Volano, interessando il Parco regionale Delta del Po. 
Essi sono (da nord a sud):
- Lido di Volano
- Lido delle Nazioni
- Lido di Pomposa
- Lido degli Scacchi
- Porto Garibaldi
- Lido degli Estensi
- Lido di Spina

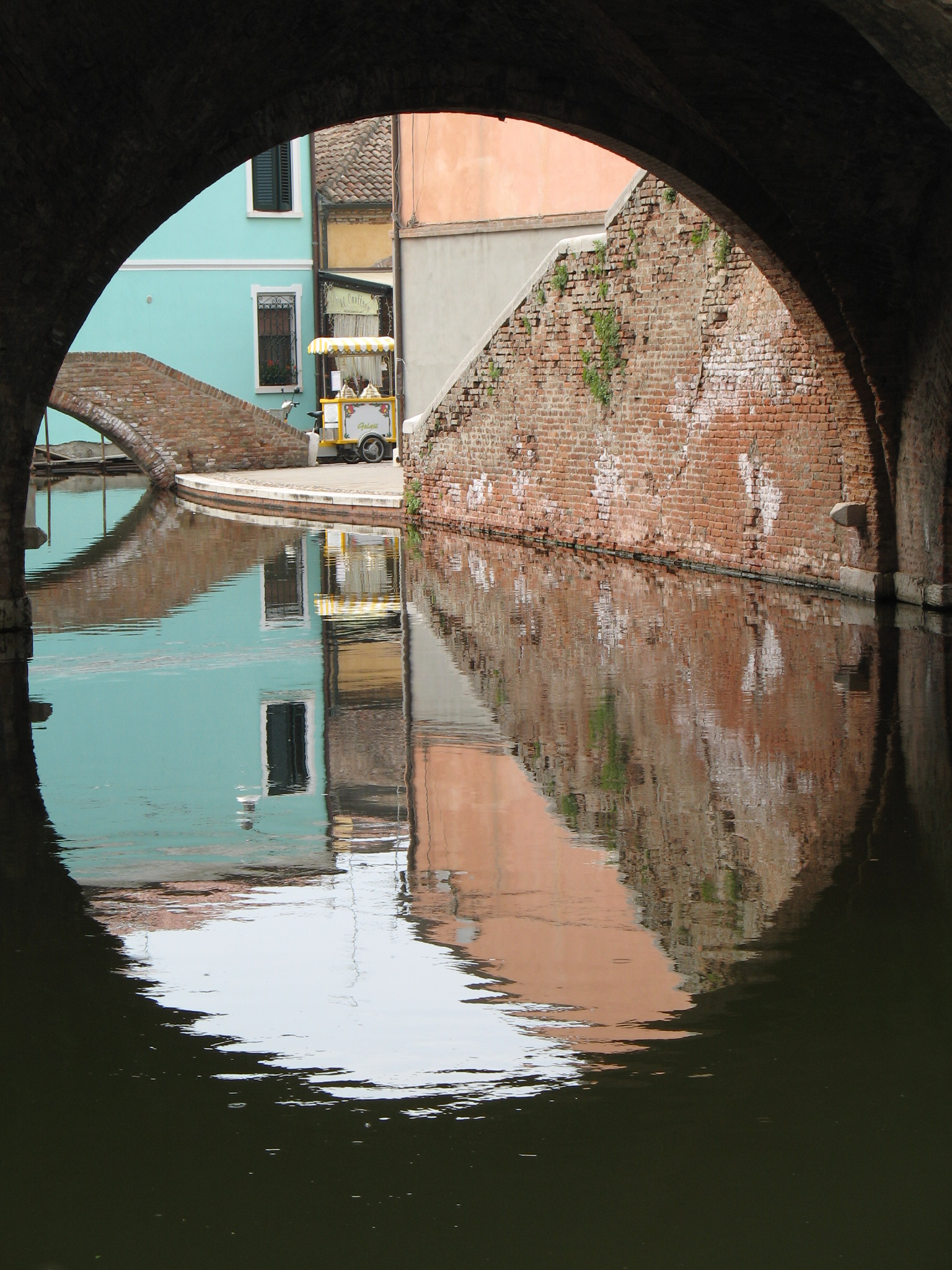
Trepponti - scorcio pittoresco

La più antica di queste località è Porto Garibaldi; quella di più recente costituzione il Lido di Volano.

## Economia
Le principali attività sono attualmente connesse al turismo, soprattutto estivo nei suoi sette lidi, alla pesca commerciale, alla vallicoltura e, nel passato, della produzione del sale il cui commercio costituì motivo di aspre contese con la Serenissima Repubblica di Venezia.
Molto importante anche l'attività legata alla manifattura delle anguille marinate.
Comacchio è apprezzata, sul piano del turismo, per aver mantenute intatte nel tempo buona parte delle proprie caratteristiche architettoniche caratterizzate dalla presenza di canali, palazzi antichi e di ponti monumentali (il più caratteristico dei quali è quello di Trepponti) che le conferiscono l'aspetto tipico delle città lagunari che si trovano più a nord, ad esempio Chioggia e altre città della laguna veneta. Per questo motivo è nota anche come la Piccola Venezia.

## Infrastrutture e trasporti

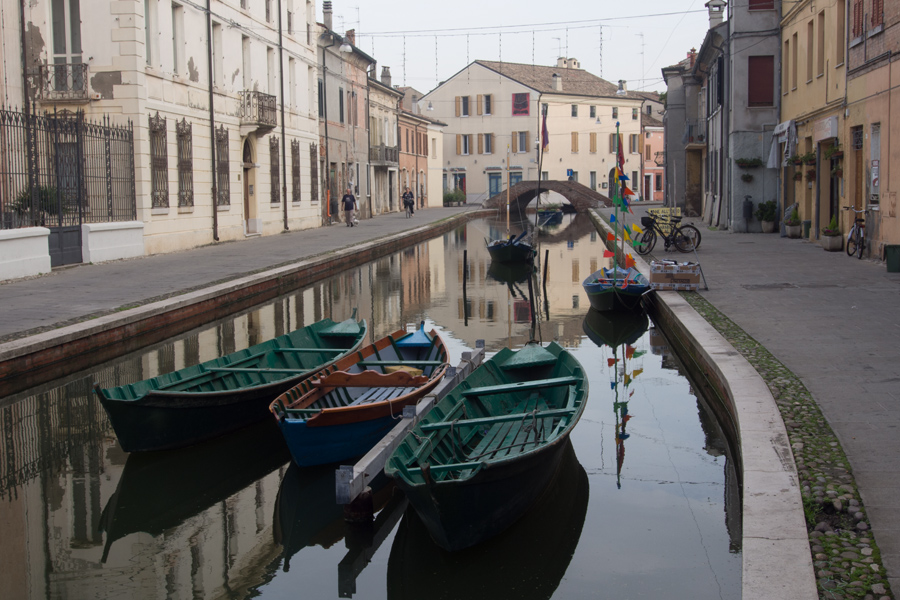
Barche per trasporto urbano nel centro storico

Oltre che dalle vie d'acqua in virtù della collocazione all'interno del delta del Po, Comacchio è storicamente servita dalla strada oggi provinciale SP 1a/1b che collega Ostellato con Porto Garibaldi; nella seconda metà del Novecento ad essa si è aggiunto il Raccordo autostradale 8, che a Comacchio presenta un'uscita dedicata.
Fra il 1911 e il 1945 la località era servita anche da una stazione della tranvia a vapore Ostellato-Porto Garibaldi, gestita dalla Società Anonima delle Ferrovie e Tramvie Padane (FTP), poi sostituita dall'attuale autoservizio.

## Amministrazione
| Periodo           | Periodo           | Primo cittadino          | Partito                      | Carica           | Note                       |
| ----------------- | ----------------- | ------------------------ | ---------------------------- | ---------------- | -------------------------- |
| 6 dicembre 1993   | 28 maggio 2002    | Alessandro Pierotti      | PDS                          | Sindaco          |                            |
| 28 maggio 2002    | 6 dicembre 2004   | Giglio Zarattini         | DS                           | Sindaco          | [ 24 ]                     |
| 6 dicembre 2004   | 5 aprile 2005     | Gianni Persanti          | DS                           | Vicesindaco f.f. |                            |
| 5 aprile 2005     | 12 aprile 2010    | Maria Cristina Cicognani | DS/PD                        | Sindaco          | [ 25 ]                     |
| 12 aprile 2010    | 25 novembre 2011  | Paolo Carli              | PdL                          | Sindaco          | [ 26 ] [ 27 ]              |
| 25 novembre 2011  | 21 maggio 2012    | Pinuccia Niglio          |                              | Commissario      |                            |
| 21 maggio 2012    | 31 marzo 2020     | Marco Fabbri             | M5S/ Indipendente            | Sindaco          | Rieletto il 21 maggio 2017 |
| 31 marzo 2020     | 22 settembre 2020 | Denis Fantinuoli         | Indipendente                 | Vicesindaco f.f. | [ 29 ] [ 30 ]              |
| 22 settembre 2020 | In carica         | Pierluigi Negri          | Indipendente di centrodestra | Sindaco          |                            |

### Gemellaggi
Comacchio è gemellata con la città croata di Cherso, nell'isola omonima, con la città palestinese di Beit Sahour, con Nola (NA) e con Polanica-Zdrój nella terra di Kłodzko in Polonia.

## Sport
La principale società calcistica, la Comacchiese 2015, milita nel campionato di Eccellenza regionale per la stagione 2025-26, giocando le partite casalinghe presso lo stadio Raibosola, dotato di pista d'atletica.
La squadra di pallavolo maschile della città, la Trepponti Volley, disputa dalla stagione 2011-2012 il campionato di Serie D. Invece, la squadra di pallavolo femminile, Comacchio Volley, milita nel campionato provinciale di Prima Divisione. 
Negli sport da combattimento, il Kick boxing ha una tradizione trentennale, legata alla famiglia Luciani ("Tiger Club") che ha conquistato numerosi titoli italiani ed europei.
Il Canoa Club Comacchio ogni anno organizza il Canoa Cross. Nel 2012 si è disputata la 25ª edizione.
Ogni anno si svolge il Gran Premio Internazionale Podistico "Undici Ponti".
Il percorso si snoda all'interno del centro storico passando per i ponti della cittadina con una lunghezza totale di 9,5 km.
Nel 2011 è stata corsa la 45ª edizione.
Per due volte, nel 1982 e nel 1983, Comacchio è stata sede di arrivo di una tappa del Giro d'Italia. Altre due volte (nel 1967 e nel 1973) il Giro ha posto il traguardo di tappa sul territorio comunale, con arrivo rispettivamente al Lido degli Estensi e al Lido delle Nazioni.
Tappe del Giro d'Italia con arrivo a Comacchio
| Anno | Tappa | Partenza | km  | Vincitore di tappa | Maglia rosa     |
| ---- | ----- | -------- | --- | ------------------ | --------------- |
| 1982 | 15ª   | Urbino   | 190 | Silvestro Milani   | Bernard Hinault |
| 1983 | 2ª    | Mantova  | 192 | Guido Bontempi     | Urs Freuler     |

## Galleria d'immagini

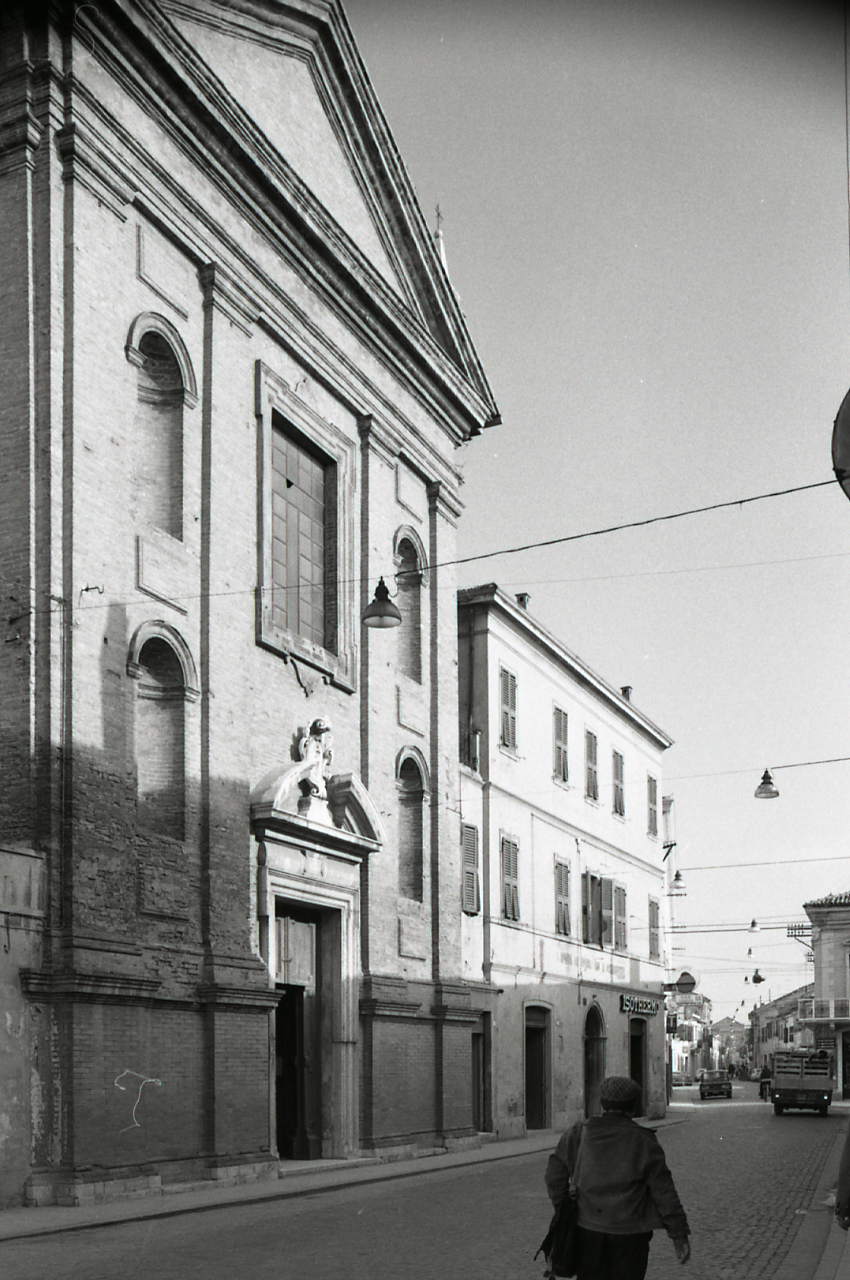
Chiesa del Rosario (1975).
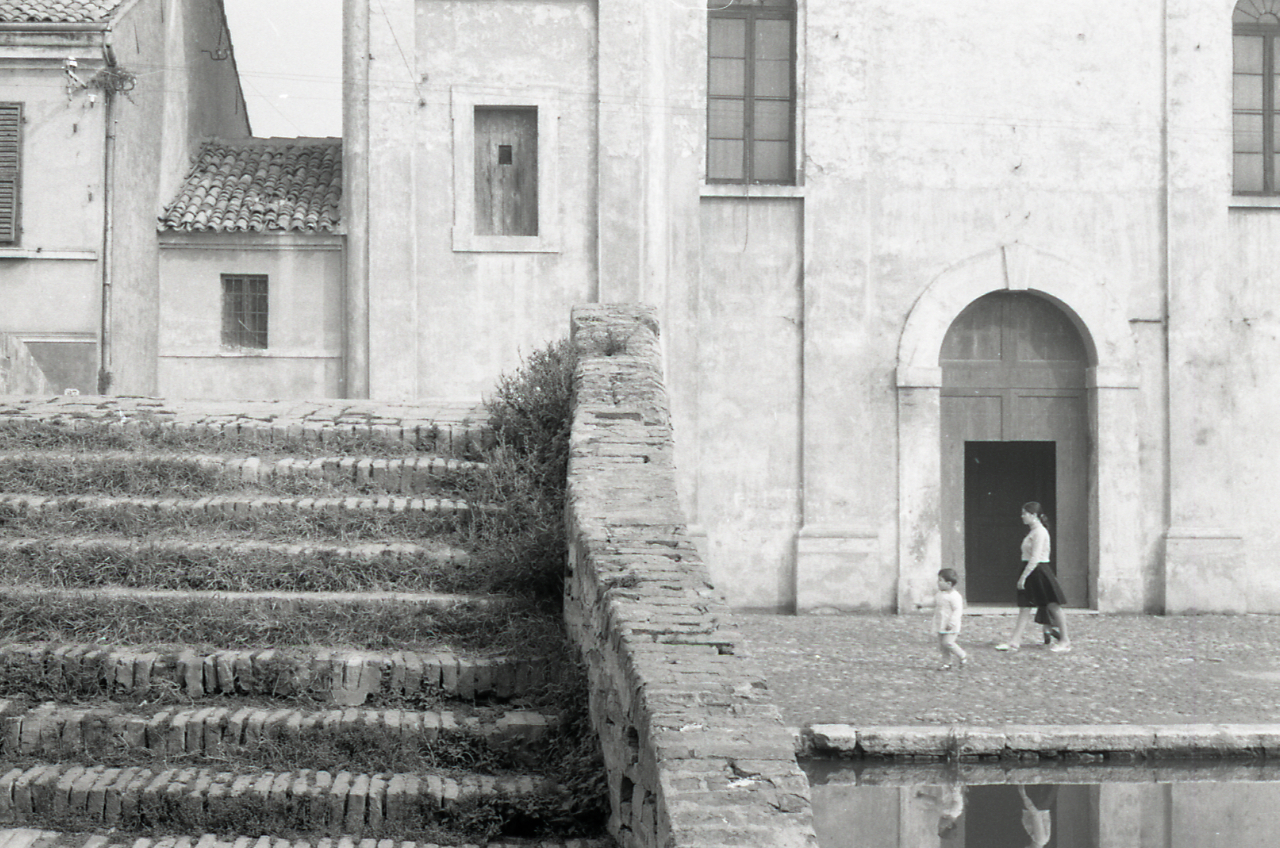
Ponte e chiesa del Carmine.
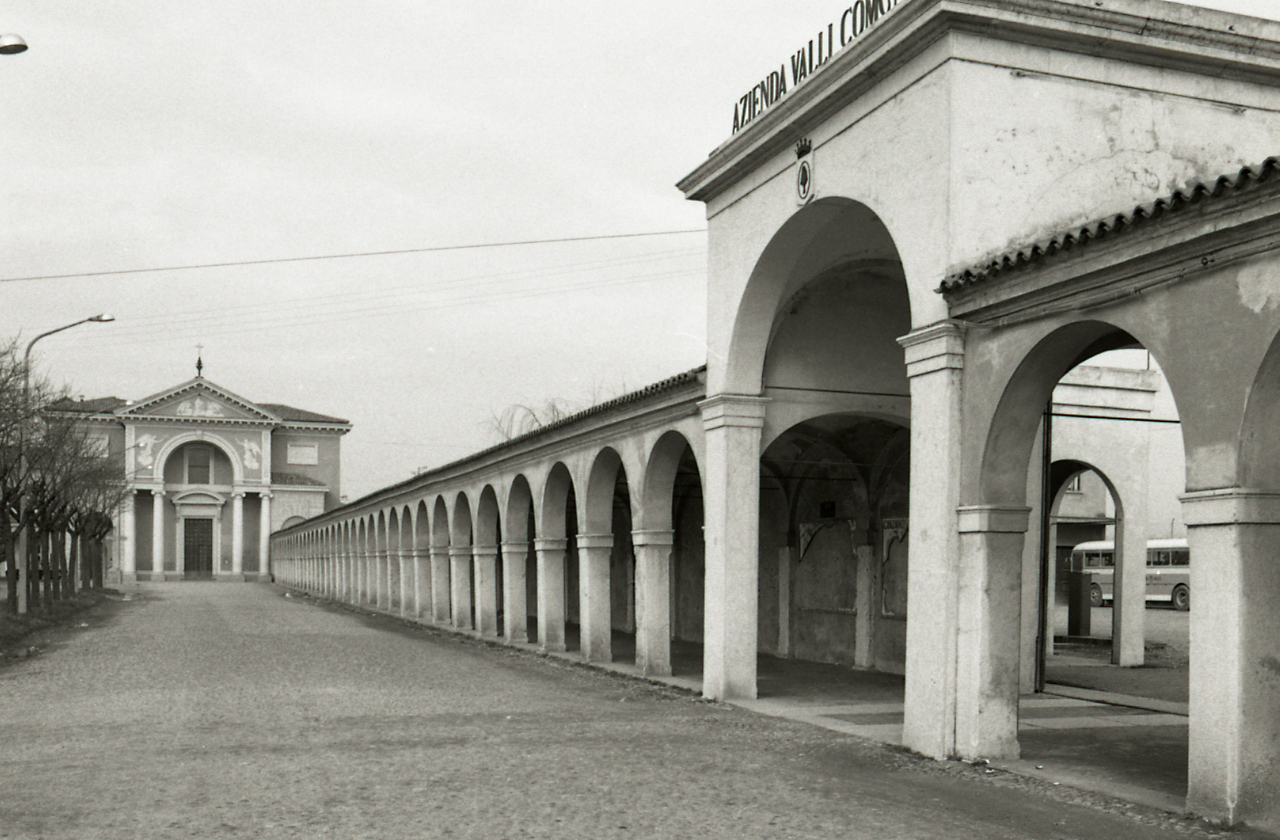
Santuario di Santa Maria in Aula Regia (1975).
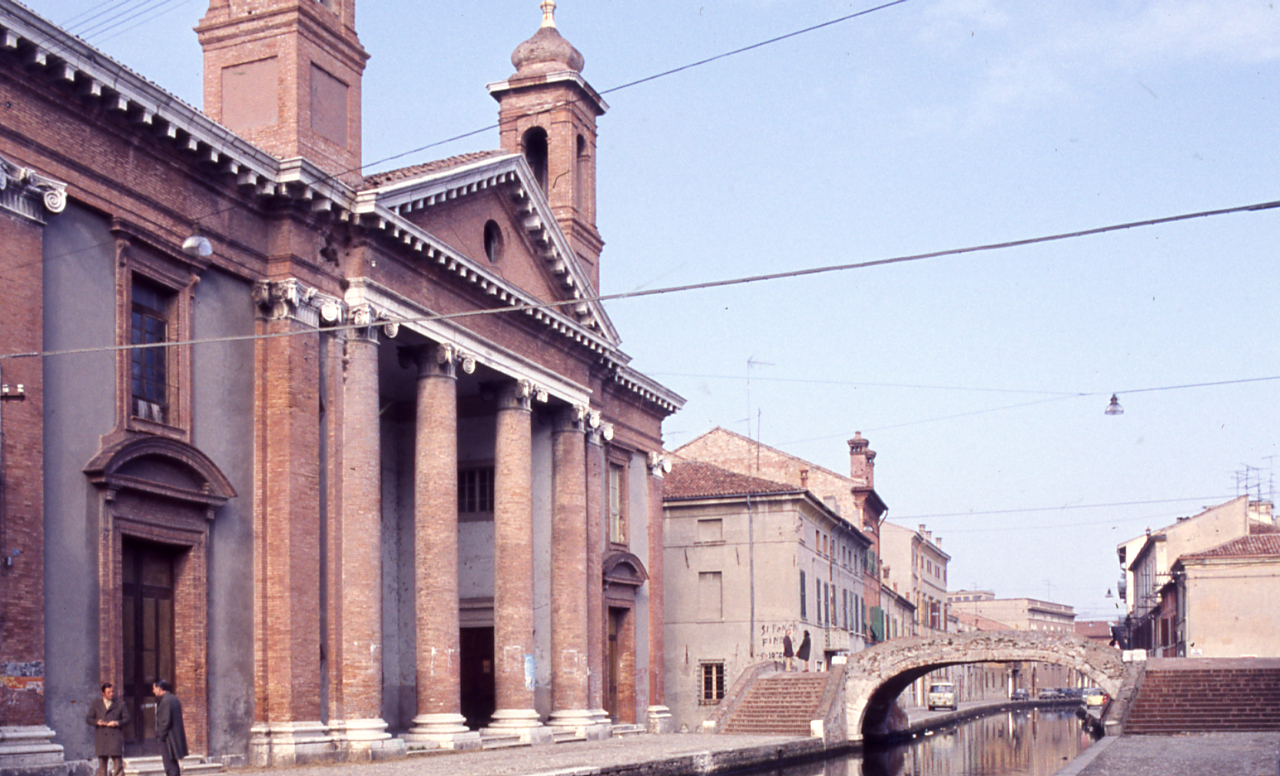
Ospedale degli infermi.
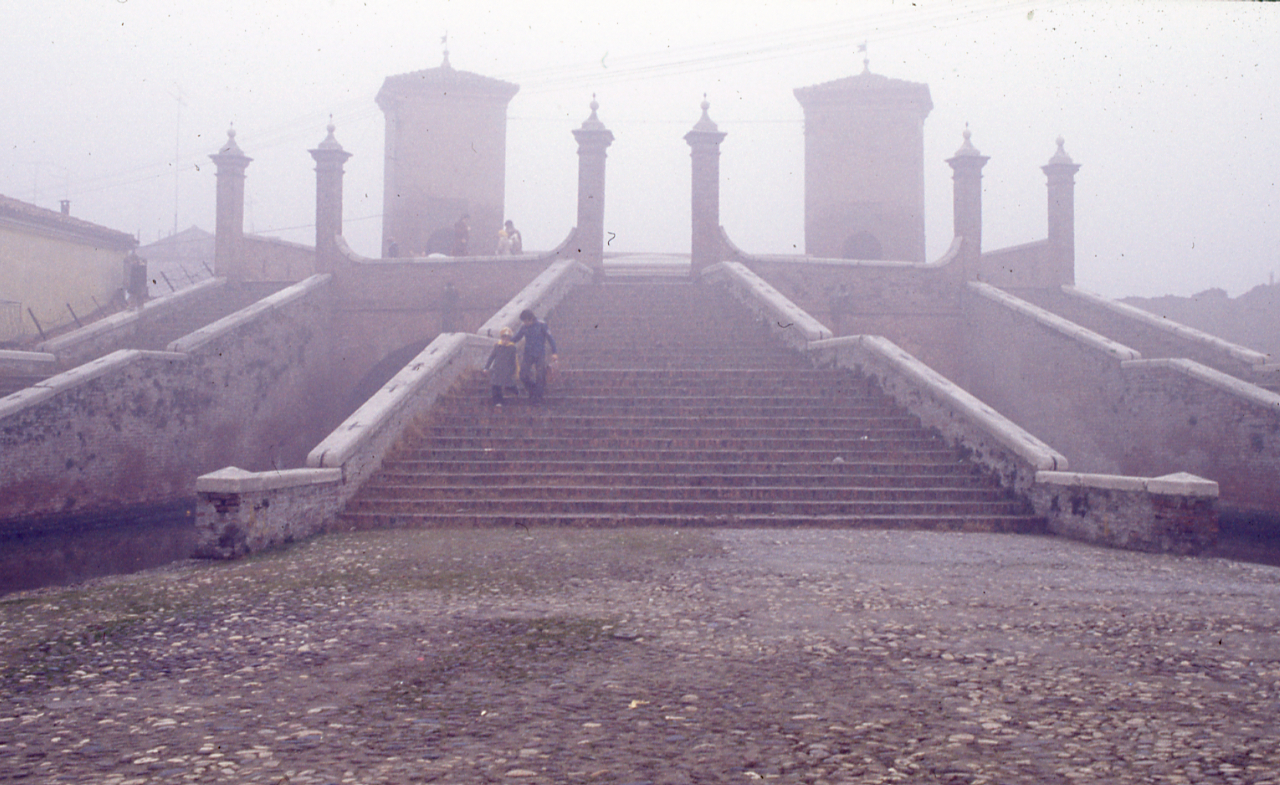
Il complesso dei Trepponti avvolto nella nebbia.